# 休みの国/岡林信康リサイタル
『休みの国 / 岡林信康リサイタル』（やすみのくに おかはやしのふやすリサイタル）は、1969年6月アングラ・レコード・クラブから発売された休みの国『休みの国』と、岡林信康『岡林信康リサイタル』をLPの片面ずつに収録した会員第3回配布作品。

## 解説
A面が『休みの国』で、B面が『岡林信康リサイタル』で構成されている。

### 休みの国
『休みの国』は、高橋照幸のボーカルが中心で、バックは早川義夫以外の後期ジャックスのメンバー（木田高介、谷野ひとし、角田ひろ）。A-6を聴いてもわかるように、木田の才気が迸り、URCのイメージとはかけ離れたポップな感じのアレンジと演奏である。代表作A-8と共にシングル・カットもされた。

### 岡林信康リサイタル
『岡林信康リサイタル』は、1969年3月29日に、東京一ツ橋の神田共立講堂で開催された、“あんぐら音楽祭”「岡林信康リサイタル」の模様で、岡林の最も古いライブ音源である。後にSMSレコードから2枚組LPが発売されたが、B-3,6は2008年にCD化されるまでは、このLPでしか聴けなかった音源で、当時の高石友也との師弟関係の様子が浮かんでくる。さらにその後、『あんぐら音楽祭 岡林信康リサイタル』とタイトルが変更されて、2曲追加されている。
いずれもギターのみの演奏で、中川イサト、長野隆がサポートメンバーとして参加している。
音源収録はないが、加藤和彦、西岡たかし、高田渡（1979年発売の「幻のフォークライブ傑作集 岡林信康ファースト・コンサート ”MOVEMENT”」には「自衛隊に入ろう (ANDORRA)」のみ収録）も出演していた。

#### レコーディングスタッフ
- RD:宮川一郎
- AD:廣野勝

## 収録曲

### SIDE 1 休みの国
1. 第5氷河期  –  (2:13)
2. Union strip  –  (1:47)
3. 悪魔巣取金愚  –  (2:40)
4. 旅するおばさん  –  (2:20)
5. 鳥葬の唄  –  (3:04)
6. 楽しいさすらい人  –  (1:26)
7. Let's Drop Dead  –  (2:30)
8. 追放の歌  –  (2:42)

### SIDE 2 岡林信康リサイタル
※収録曲の記載は前半が演奏のみの時間で、次がMC込みの全体の時間。
1. 友よ  –  (2:55)
2. お父帰れや  –  (4:06)
3. アメリカちゃん  –  (3:50)
4. 手紙  –  (4:18)
5. 腰まで泥まみれ (BIG MUDDY)  –  (3:21)
6. We Shall Overcome〜友よ  –  (9:30)
  - 高石友也が参加。

### 参加ミュージシャン
- 中川イサト
- 長野隆

## 幻のフォークライブ傑作集 岡林信康ファースト・コンサート ”MOVEMENT”

### 解説
『岡林信康リサイタル』から収録曲が大幅に追加され、タイトルも変更。高田渡の「自衛隊に入ろう」が収録されたが、「アメリカちゃん」「We Shall Overcome〜友よ」は未収録となっている。

### 収録曲

#### Side 1
1. 友よ  –  (6:25)
  - コンサート前の前説から始まり、曲終わりで挨拶まで。
2. がいこつの唄  –  (3:50)
  - この曲の詩の解説で話をする。カストロが連れ込み大ホテルを作っていることを素晴らしいと話す。
3. おいでよ僕のベッドに (COME TO MY BED SIDE MY DARLING)  –  (2:52)
  - 嫌いな曲は直接的な反戦歌であると話をする。次の曲が五つの赤い風船でカバーであることを話す。
4. 幻の翼と共に  –  (3:03)

#### Side 2
1. もずが枯木で  –  (2:27/6:22)
  - 「坊や大きくならないで」という歌の中に直接的な反戦的メッセージがないことを気に入ってる話や、この曲の詩の解説についての話があって、曲が終わって、次の曲の紹介を。
2. ハレルヤ (MICHAEL ROW THE BOAT ASHORE)  –  (3:20/3:59)
  - 曲が終わって、次の曲の紹介を。
3. ランブリング・ボーイ (MY RAMBLING BOY)  –  (5:39/10:25)
  - この曲がアメリカの「流れ者」であることの説明と、次の曲の紹介を。飯場で働いているときのことや、北海道労音で話を聞いた飯場の話をする。
4. 流れ者  –  (5:01)

#### Side 3
1. 自衛隊に入ろう (ANDORRA)  –  (3:05)
  - 歌：高田渡。
2. 手紙  –  (4:12)
  - 山谷に出稼ぎの人がいることの話や、労音コンサートの合間に映画を見に行った際に、合間のニュースで旦那が出稼ぎが行ってる間に奥さんが代わりに重労働をしていることを知った話をする。
3. お父帰れや  –  (3:58)
  - どちらかと言えば騒ぐ歌よりも、諭すような歌のほうが好きであることや、キリスト教に悩んで山谷に入り込んでいろんな学びを得たことや、戦争犠牲者、失業者の話や、部落開放運動をしていることを話す。
4. 山谷ブルース  –  (4:27)

#### Side 4
1. くそくらえ節  –  (6:35/7:16)
  - 次の曲の紹介を。
2. チューリップのアップリケ  –  (4:45/5:35)
  - 以前は貧乏がどうして起きるかを知らなかったが、いろいろな学びの中でわかるようになった話をして、次の曲の紹介を。
3. 戦争の親玉 (MASTERS OF WAR)  –  (3:15/3:56)
  - 次の曲の紹介と横須賀の自衛隊の少年兵が亡くなった話をする。
4. 腰まで泥まみれ (BIG MUDDY)  –  (3:57)
5. 友よ  –  (3:40)

## あんぐら音楽祭 岡林信康リサイタル

### 解説
『幻のフォークライブ傑作集 岡林信康ファースト・コンサート ”MOVEMENT”』B面の1曲目に収録されていた、高田渡の「自衛隊に入ろう」はカットされ、未収録だった「アメリカちゃん」「We Shall Overcome〜友よ」が新たに追加された。
全曲デジタル・リマスタリングされている。
ジャケットに使用したポスターは、当時公演用に廣野勝が制作したもの。

### 収録曲
1. 友よ  –  (6:40/8:56)
2. がいこつの唄  –  (4:36/6:44)
3. おいでよ僕のベッドに (COME TO MY BED SIDE MY DARLING)  –  (2:56/4:50)
4. 幻の翼と共に  –  (3:03/3:12)
5. もずが枯木で  –  (2:27/6:22)
6. ハレルヤ (MICHAEL ROW THE BOAT ASHORE)  –  (3:20/3:59)
7. ランブリング・ボーイ (MY RAMBLING BOY)  –  (5:39/10:25)
8. 流れ者  –  (5:01)
9. 手紙  –  (4:23/6:19)
10. お父帰れや  –  (3:58/8:15)
11. 山谷ブルース  –  (4:27/4:40)
12. くそくらえ節  –  (6:37/7:16)
13. チューリップのアップリケ  –  (5:35)
14. 戦争の親玉 (MASTERS OF WAR)  –  (3:56)
15. 腰まで泥まみれ (BIG MUDDY)  –  (3:57)
16. 友よ  –  (3:40)
17. アメリカちゃん  –  (3:52)
18. We Shall Overcome〜友よ  –  (5:42)

## 発売履歴
| 発売日         | タイトル                                                           | レーベル                   | 規格 | 規格品番     |
| -------------- | ------------------------------------------------------------------ | -------------------------- | ---- | ------------ |
| 1969年6月      | 休みの国 / 岡林信康リサイタル                                      | アングラ・レコード・クラブ | LP   | URL-1003     |
| 1979年1月25日  | 幻のフォークライブ傑作集 岡林信康ファースト・コンサート ”MOVEMENT” | URCレコード / SMSレコード  | LP   | SM38-4005    |
| 1979年1月25日  | 幻のフォークライブ傑作集 岡林信康ファースト・コンサート ”MOVEMENT” | URCレコード / SMSレコード  | CT   | CM38-4005    |
| 2008年10月24日 | あんぐら音楽祭 岡林信康リサイタル                                  | URCレコード / FUJI         | CD   | FJ-1004~1005 |
| 2013年3月20日  | あんぐら音楽祭 岡林信康リサイタル                                  | URCレコード / FUJI         | CD   | ONL-1004     |